# Søgne
Søgne és un antic municipi situat al comtat de Vest-Agder, Noruega. Té 11.260 habitants (2016) i té una superfície de 151 km². El centre administratiu del municipi és el poble de Tangvall.